# Concierto para violín (Sibelius)

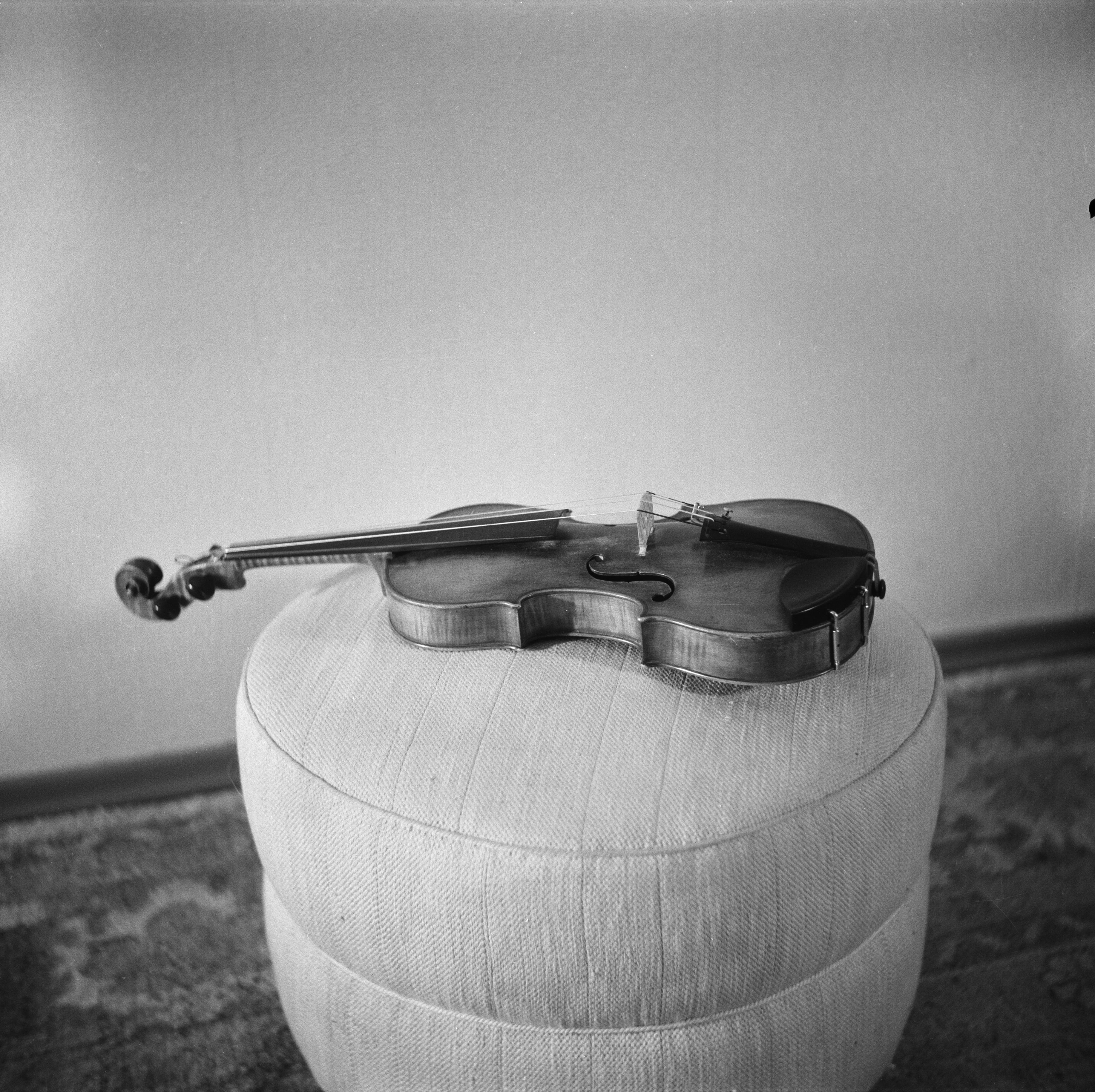
Violín de Jean Sibelius, 1940-1945, Suomen valokuvataiteen museo

El Concierto para violín en re menor, Op. 47, es una obra compuesta por Jean Sibelius en 1903. Fue el único concierto para instrumento solo que escribió el compositor (aunque sí compuso otras piezas de menor entidad, como sus seis humorescas para violín y orquesta).

## Historia
Originalmente Sibelius dedicó el concierto al notable violinista Willy Burmester, quien prometió interpretarlo en Berlín. Sin embargo, por razones financieras, Sibelius decidió estrenarlo en Helsinki, y dado que Burmester no tenía disponibilidad para viajar a Finlandia, Sibelius asignó la responsabilidad a Victor Nováček, profesor de violín del conservatorio de la ciudad. El estreno tuvo lugar el 8 de febrero de 1904 bajo la dirección de Sibelius; Nováček tocó pobremente y el estreno fue un desastre.
Sibelius no permitió la publicación de esta versión y realizó varias revisiones. Borró bastante material que sentía que no funcionaba. El estreno de la nueva versión corrió a cargo de Richard Strauss y la Berliner Philharmoniker. Sibelius no estuvo presente. La parte solista fue ofrecida nuevamente a Willy Burmester, quien de nuevo no estaba disponible. Esta vez Karel Halir, líder de la orquesta, interpretó su parte. Burmester se ofendió tanto que decidió nunca interpretar el concierto, y el compositor lo re-dedicó al niño prodigio húngaro Ferenc von Vecsey de apenas doce años para la época. Vecsey aprendió el concierto y lo interpretó a los 13 años, aunque no pudo hacer frente a los extraordinariamente complejos requerimientos técnicos de la pieza.
La primera versión fue desempolvada por primera vez en 1990 cuando los herederos de Sibelius permitieron un concierto y una grabación de la pieza por la compañía BIS; en ambas ocasiones el solista fue Leonidas Kavakos.

## Orquestación y estructura
El concierto fue orquestado para 2 flautas, 2 oboes, 2 clarinetes, 2 fagotes, 4 trompas, 2 trompetas, 3 trombones, tímbal y cuerdas.
Como otros conciertos, la pieza se divide en tres movimientos:
1. Allegro moderato en re menor
2. Adagio di molto en sí bemol menor
3. Allegro, ma non tanto en re menor

El primer movimiento está organizado en forma sonata. El primer tema es expuesto por el solista y luego repetido por los clarinetes. 
La primera aparición notable de las cuerdas es para anunciar el segundo tema. Algo notable en este movimiento es que la cadenza se usa como parte del desarrollo.
Para el segundo movimiento reservó Sibelius su estilo más personal. El inicio del viento dejando en suspenso la frase recuerda al de Debussy en obras como el Preludio a la siesta de un fauno. Cuando entra el violín,  la música se hace temperamental pero a un ritmo cadencial. Quizá sea el más romántico de los tres movimientos. En este movimiento hay ecos del concierto de Chaikovski, pero algunas armonías podrían calificarse casi de wagnerianas.
El tercer movimiento es conocido entre los violinistas por su difícil técnica. Fue descrito por Donald Francis Tovey como una "polonesa para osos polares". Precedido por una introducción rítmica asignada a la percusión y las cuerdas bajas, el solista introduce el primer tema. El segundo tema es presentado por la orquesta y tiene una marcada apariencia de vals.
La orquesta es casi un rumor que acompaña dando dramatismo a un violín que se deshace en subidas a toda velocidad, a veces con unas notas dobles que ponen a prueba al instrumentista. Porque no es solo la complejidad técnica, sino la intención que hay que darle a cada grupo de notas. Y es a la mitad del movimiento cuando Sibelius demuestra de lo que es capaz pero también su rechazo a hacer lo mismo que habían hecho otros antes que él. En un tutti lleno de armonías que conducen a una resolución que parece inevitable, Sibelius corta por lo sano justo antes de llegar al punto culminante y vuelve a poner al violín al mando con la misma frase presentada al principio.
Como si el tercer movimiento volviese a comenzar y todo lo anterior fuera solo una prueba. El solista tiene a partir de este momento compases en los que se necesita brío y energía. Y es entonces cuando empiezan las frases cromáticas que llevan a una fanfarria fingida por parte de los metales. A partir de esos momentos el violín se mueve en cascada para terminar en una nota sola. El concierto ha terminado.